# Скіфія (біметалева монета)
«Скі́фія» — пам'ятна біметалева монета зі срібла і золота, випущена Національним банком України, присвячена великому союзу кочово-осілих племен скіфів (VII ст. до н. е. — III ст. н. е.), які населяли територію степової та лісостепової частини сучасної України. Політичне об'єднання скіфів відігравало значну роль у житті південно-східної Європи та Північного Причорномор'я.
Монету введено в обіг 30 жовтня 2001 року. Вона належить до серії «Пам'ятки давніх культур України».

## Опис монети та характеристики
| Номінал грн. | Метал          | Маса, г                                                         | Діаметр, мм | Якість виготовлення | Гурт                 | Тираж, штук |
| ------------ | -------------- | --------------------------------------------------------------- | ----------- | ------------------- | -------------------- | ----------- |
| 20           | золото, срібло | 14,7: метал вставки — Au 916 — 5,74 метал кільця — Ag 925 — 7,8 | 31,0        | не визначено        | секторальне рифлення | 2 000       |

### Аверс
На аверсі монети у внутрішньому колі в центрі на тлі житнього колосся зображено символічне колесо історії, на якому сидить сокіл, а внизу — змія, угорі ліворуч розміщено малий Державний Герб України; у зовнішньому колі зображено скіфського воїна з ритоном у руці — ліворуч та скіфську царицю з дзеркалом — праворуч, логотип Монетного двору і написи: «УКРАЇНА» / «2001» / «20» / «ГРИВЕНЬ» /.

### Реверс

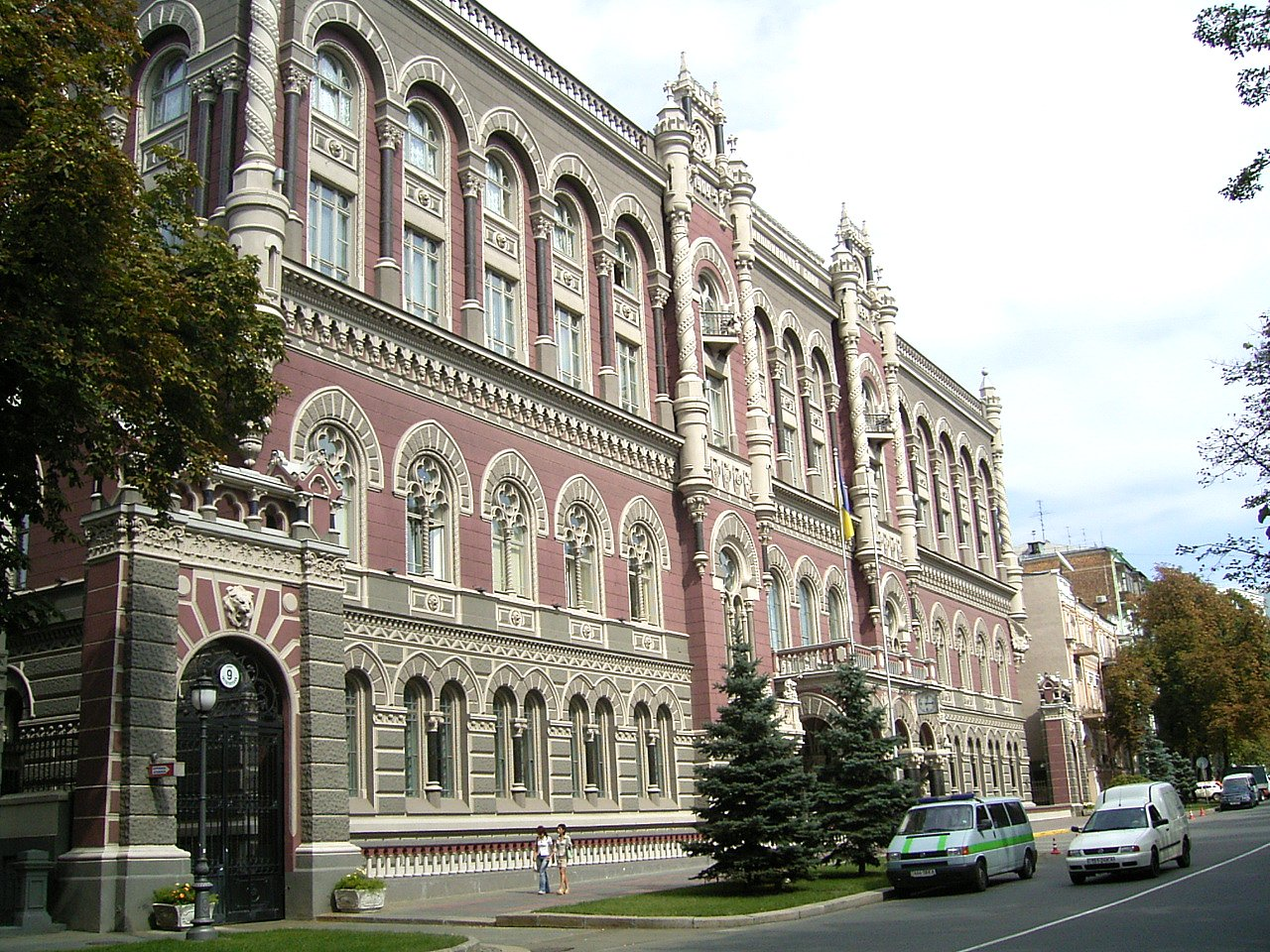
Будівля Національного банку України

На реверсі монети зображено: у внутрішньому колі — пластину (VII — поч. VI ст.ст. до н. е.), що прикрашала жіночий головний убор; у зовнішньому колі — стилізовані зображення, виконані в так званому скіфському звіриному стилі та напис: «СКІФІЯ».

## Автори
- Художник — Чайковський Роман.
- Скульптор — Чайковський Роман.

## Вартість монети
Ціна монети — 3547 гривень була вказана на сайті Національного банку України в 2011 році.
Фактична приблизна вартість монети, з роками змінювалася так:
| Рік        | 2010  | 2011  | 2012  | 2013  | 2014  | 2015  | 2016  | 2017  | 2018  | 2019  | 2020  | 2021   | 2022   | 2023   | 2024   | 2025   |
| ---------- | ----- | ----- | ----- | ----- | ----- | ----- | ----- | ----- | ----- | ----- | ----- | ------ | ------ | ------ | ------ | ------ |
| Ціна, грн. | 5 000 | 4 400 | 4 400 | 4 400 | 4 300 | 7 500 | 9 000 | 7 500 | 8 900 | 7 500 | 9 700 | 11 500 | 11 700 | 17 500 | 24 500 | 33 000 |